# Alsóderna
Alsóderna (Dernișoara), település Romániában, a Partiumban, Bihar megyében.

## Fekvése
A Réz-hegység nyúlványai alatt, a Berettyóba ömlő Derna-patak bal partján,  Margittától délnyugatra, Felsőderna és Terje közt fekvő település.

## Nevének eredete
Nevét a Derna-patakról kapta, melynek neve szláv eredetű és jelentése „gyepes”. Alsó- előtagját a szomszédos Felsődernától való megkülönböztetésül kapta.

## Története
Alsóderna, Derna nevét 1406-ban említette először oklevél  p.walachalis, Magyardarna néven, mint a sólyomkői uradalom magyar jobbágyfaluját.
A falu a török hódoltság alatt elpusztult, 1715 után románokkal települt újra.
A falu földesurai a Baranyiak voltak, és Baranyi Zsigmondnak még a 20. század elején is nagyobb birtokai voltak itt.
1851-ben Fényes Elek írta a településről:
Alsó-Derna, Bihar vármegyében, a Rézalján, 575 óhitü, 2 római katholikus, 7 zsidó lakossal, óhitü anyatemplommal. Határa 3900 hold, ... Szőleje híres bort szolgáltat. Van határában egy patak, s egy fris forrás, melly nyáron igen hideg, télen lágymeleg. Birja Baranyi Lajos.
1910-ben 745 lakosából 67 magyar, 578 román volt. Ebből 29 római katolikus, 30 református, 651 görögkeleti ortodox volt.
A trianoni békeszerződés előtt Bihar vármegye Margittai járásához tartozott.
A 20. század elején a község határában levő aszfalt-telepekről, aszfaltbányákról írtak.

## Nevezetességek
- Görög keleti temploma 1891-ben épült.